# Estació de Sant Andreu
|  | Aquest article tracta sobre l’estació de la línia de Granollers situada a Barcelona. Vegeu-ne altres significats a «Estació de Sant Andreu (desambiguació)». |

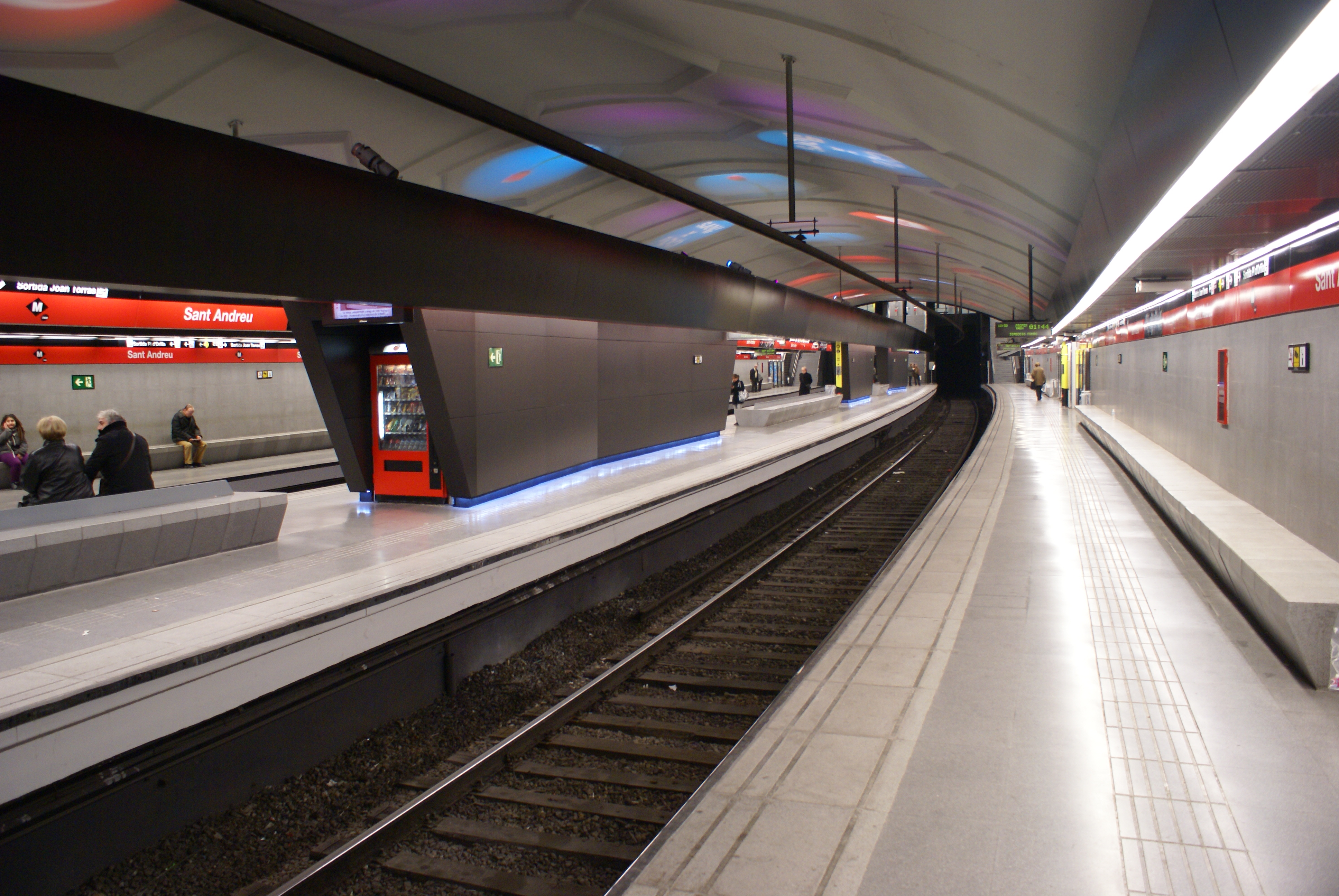
L'estació de metro de la L1.

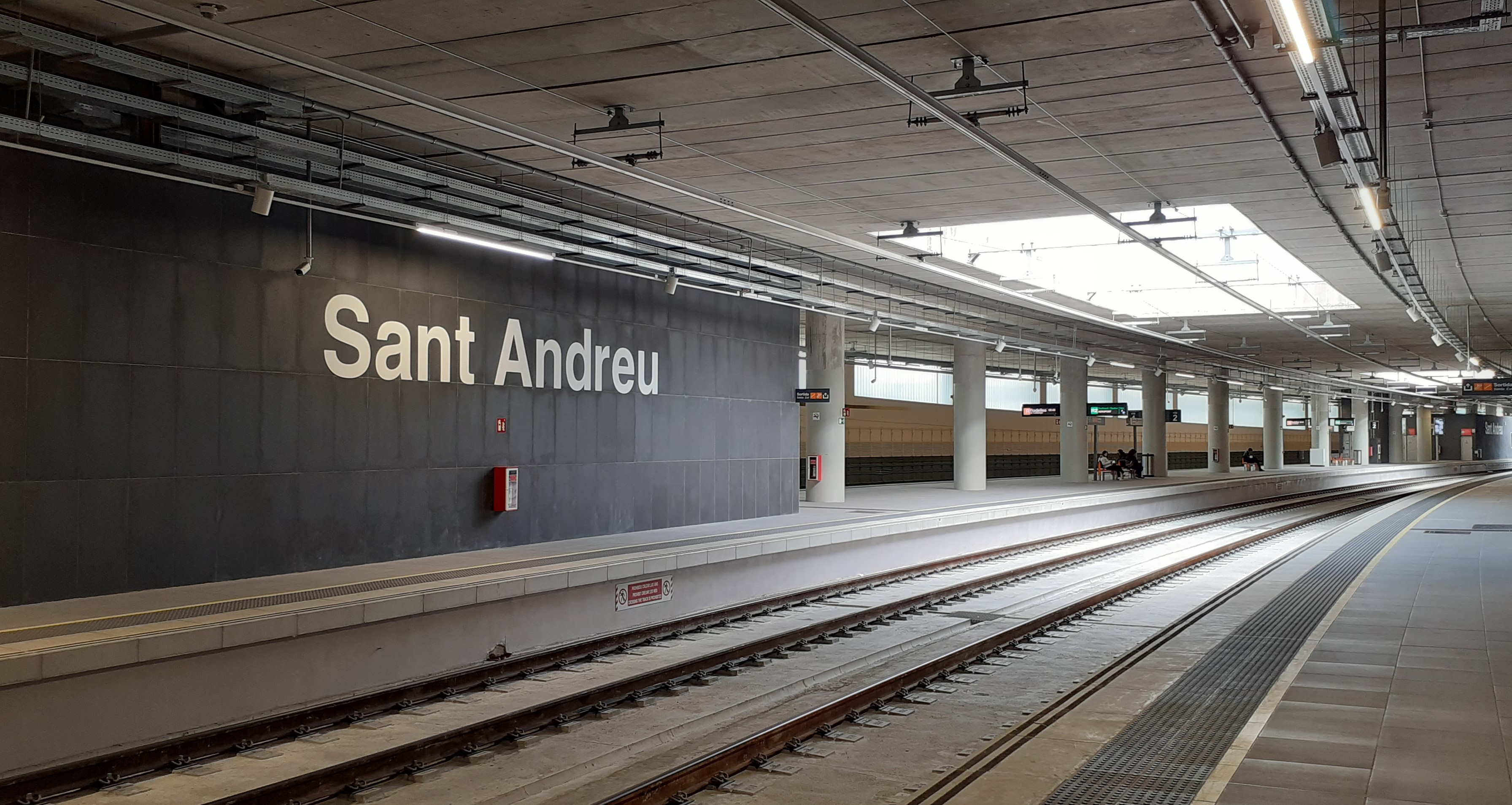
L'estació de rodalia i regionals.

Sant Andreu és un intercanviador ferroviari situat al districte de Sant Andreu de Barcelona. Antigament anomenada Barna-San Andrés i posteriorment Sant Andreu Comtal, es tracta d'una estació de ferrocarril propietat d'adif que es troba a la línia Barcelona-Girona-Portbou on tenien parada trens de Rodalies de Catalunya de les línies R2 i R2 Nord dels serveis de rodalia de Barcelona i diversos serveis regionals, operats per Renfe Operadora. La estació també donava servei a la L1 del metro de Barcelona.
L'estació de la línia de Granollers o Girona va entrar en servei l'any 1854 quan va entrar en servei el tram construït per la Camins de Ferro de Barcelona a Granollers entre Barcelona (antiga estació de Granollers, substituïda per l'Estació de França) i Granollers Centre.
L'any 2016, l'estació de Rodalies va registrar l'entrada de 764.000 passatgers i la del Metro va registrar-ne 3.421.770.
L'antiga estació va quedar clausurada el dia 3 de desembre de 2022, després de 168 anys en servei, com a conseqüència de les obres de l'estació de la Sagrera. Una setmana més tard, el dia 11 de desembre, entraria en funcionament la nova estació soterrada de Sant Andreu, desplaçada uns 50 metres a l'est.

## Línia
- Barcelona-Girona-Portbou (Línia 270)
- Ramal de les aigües

## Serveis ferroviaris
| Metro de Barcelona     |              |       |                |                        |
| Procedència/Destinació | <            | Línia | >              | Procedència/Destinació |
| Hospital de Bellvitge  | Fabra i Puig |       | Torras i Bages | Fondo                  |

### Ferrocarril
Fins al 31 de gener de 2009 tots els trens procedents de Sant Vicenç de Calders finalitzaven aquí el seu recorregut i d'aquí tornen a sortir excepte alguns que continuaven fins a Granollers Centre en hora punta. Però a causa de les obres de la LAV al voltant de l'estació aquests trens finalitzen el seu recorregut a l'Estació de França.
| Procedència/Destinació                                          | <                       | Línia | >                          | Procedència/Destinació                                  |
| --------------------------------------------------------------- | ----------------------- | ----- | -------------------------- | ------------------------------------------------------- |
| Rodalia de Barcelona                                            |                         |       |                            |                                                         |
| Castelldefels Aeroport Sants                                    | El Clot-Aragó           |       | Montcada i Reixac          | Granollers Centre Sant Celoni Maçanet-Massanes          |
| Sant Vicenç de Calders Vilanova i la Geltrú Castelldefels Sants | Sagrera-TAV             | obres | terminal Montcada i Reixac | terminal Granollers Centre Sant Celoni Maçanet-Massanes |
| Serveis regionals de Rodalies de Catalunya                      |                         |       |                            |                                                         |
| Barcelona-Sants                                                 | Barcelona-El Clot-Aragó |       | Granollers Centre          | Girona Figueres Portbou / Cervera de la Marenda         |
| Lleida-Pirineus                                                 | Barcelona-El Clot-Aragó | obres | terminal                   | terminal                                                |
| Reus Móra la Nova Flix Riba-roja d'Ebre                         | Barcelona-El Clot-Aragó | obres | terminal                   | terminal                                                |
| Cambrils Tortosa                                                | Barcelona-El Clot-Aragó | obres | terminal                   | terminal                                                |
| Saragossa-Delicias                                              | Barcelona-El Clot-Aragó | obres | terminal                   | terminal                                                |

1. El recorregut de la R2 és provisional fins al 2011 fruit de les obres a Sant Andreu Comtal, per veure quins són els canvis que hi ha hagut vegeu R2 i R10. A més causa d'aquestes obres temporalment tots els trens de les línies Ca1, Ca3, Ca4a i Ca6, finalitzen el seu recorregut a l'Estació de França.

## Accessos
- Plaça Orfila (Metro)
- Passeig de Torres i Bages (Metro)
- Plaça de l'Estació (Renfe)